# Nikołaj Szczetinin
Nikołaj Iwanowicz Szczetinin (ros. Николай Иванович Щетинин, ur. 21 marca 1921 we wsi Michiejewskaja obecnie w rejonie wożegodskim w obwodzie wołogodzkim, zm. 3 października 1968 w Wołogdzie) – radziecki wojskowy, podpułkownik, Bohater Związku Radzieckiego (1944).

## Życiorys
Urodził się w rodzinie chłopskiej. Skończył 7 klas i szkołę kształcenia fabryczno-zawodowego, pracował w zajezdni parowozów Północnej Kolei w Niandomie w obwodzie archangielskim. Od października 1940 służył w Armii Czerwonej, od czerwca 1941 uczestniczył w wojnie z Niemcami, w 1942 ukończył włodzimierską wojskową szkołę piechoty, w 1943 został przyjęty do WKP(b). Walczył kolejno na Froncie Zachodnim, Centralnym i Białoruskim. 6 lipca 1941 został ranny i na miesiąc trafił do szpitala. Jako dowódca kompanii piechoty 109 gwardyjskiego pułku piechoty 37 Gwardyjskiej Dywizji Piechoty 65 Armii w stopniu starszego porucznika wyróżnił się przy forsowaniu Dniepru i wyzwalaniu obwodu homelskiego w październiku 1943. W rejonie wsi Starodubka w rejonie łojowskim wraz z żołnierzami kompanii odparł cztery kontrataki wroga i zajął wieś Sołowjow, zadając Niemcom duże straty. W 1946 ukończył kursy doskonalenia kadry oficerskiej, pracował w rejonowych komisariatach wojskowych w obwodzie wołogodzkim, później od 1958 do 1962 w wojskowym komisariacie w Wołogdzie, następnie zakończył służbę w stopniu podpułkownika. Jego imieniem nazwano ulice w Wołogdzie i Niandomie.

## Odznaczenia
- Złota Gwiazda Bohatera Związku Radzieckiego (15 stycznia 1944)[2]
- Order Lenina
- Order Czerwonej Gwiazdy

I medale.